# Jonesita
La jonesita és un mineral de la classe dels silicats. Rep el seu nom en honor de Francis Tucker Jones (1905-1993), microscopista de la Universitat de Berkeley (Califòrnia, EUA), que va descobrir el mineral.

## Característiques
La jonesita és un silicat de fórmula química KBa₂Ti₂(Si₅Al)O18·nH₂O. Cristal·litza en el sistema ortoròmbic. Els cristalls són fulles primes, amb les cares
{210}, {310} prismàtiques i acabats en cúpula en {101}. Comunament apareix com a rosetes de molts d'aquests cristalls, de fins a 3 mm. La seva duresa a l'escala de Mohs és 3 a 4.
Segons la classificació de Nickel-Strunz, la jonesita pertany a «09.DJ - Inosilicats amb 4 cadenes dobles i triples periòdiques» juntament amb els següents minerals: narsarsukita, laplandita-(Ce), caysichita-(Y), seidita-(Ce) i carlosturanita.

## Formació i jaciments
La jonesita apareix en les fractures i cavitats de greenstone esquerdada envoltades d'esquists blaus. Va ser descoberta a la mina California State Gem, al comtat de San Benito (Califòrnia, Estats Units). També ha estat trobada a Vechec, al comtat de Vranov nad Topľou (Regió de Prešov, Eslovàquia) i a l'oceà Atlàntic.
Sol trobar-se associada a altres minerals com: neptunita, benitoïta, joaquinita-(Ce) i natrolita.